# Gottholdstolln

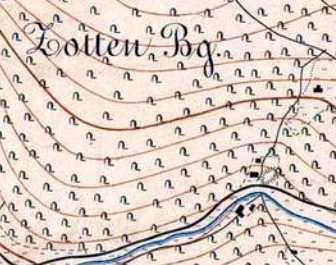
Lage von Zechenhaus und Halde des Gottholdstollns unterhalb des Zottenberges, 1898

Zechenhaus mit Schwarzwasser, um 1910

Der Gottholdstolln, auch Gottholds-Stollen und zuletzt JD Nr. 2, ist eine stillgelegte bergmännische Anlage im Ortsteil Zwittermühl (Háje) der Gemeinde Breitenbach (Potůčky) in Tschechien, die vom 18. bis zum 20. Jahrhundert betrieben worden ist. Das dazugehörige Gottholdstollner Zechenhaus wurde im Zeitraum 1959/60 ebenso wie alle anderen Häuser in Zwittermühl abgerissen. Heute erinnern lediglich eine bewaldete Halde und das verschüttete Mundloch im Tal des Schwarzwassers (Černá) an den Gottholdstolln.

## Geschichte
Aufgrund des zu Beginn der 1710er-Jahre einsetzenden neuen Bergsegens wurde auch im böhmischen Teil des Erzgebirges nach weiteren erzträchtigen Klüften und Gängen gesucht. In Zwittermühl wurde der Betrieb mehrerer Silberbergwerke aufgenommen. Aufgrund von Problemen mit dem steigenden Grubenwasser und dessen Hebung kamen diese Bergwerke im Jahre 1743 zum Erliegen.
Nachdem im darauffolgenden Jahr der finanzkräftige böhmische Grenzzolleinnehmer und Stadtschreiber von Platten (Horní Blatná), Johann Franz Heßler (1693–1770), mit der von ihm gegründeten Plattner Gewerkschaft in den Bergbau in Zwittermühl einstieg, ließ er unterhalb des Zwittermühler Ortszentrums am Schwarzwasser in Richtung Jungenhengst (Luhy) im Jahre 1758 bei 882 m ü. NHN den Gottholdstolln als tiefen Erbstolln in das nördlich gelegene Massiv des Zottenberges treiben. Ziel war es, ältere Stolln zu unterfahren und den Segen-Gottes-Schacht am Fahrweg nach Halbmeile (Rozhraní) zu erreichen und somit für deren Entwässerung zu sorgen. Zwischen 1745 und 1755 wurden aus den Gruben 213,5 kg Silber und 2,6 t Kobalt ausgebracht.
Die finanziellen Investitionen in den Gottholdstolln lohnten sich, denn von 1744 bis 1770 wurden aus den umliegenden Bergwerken 402,7 kg Silber und 8,5 t Kobalt ausgebracht. Doch bereits nach 1770 ließ die Mächtigkeit der gefundenen Erzgänge nach, so dass der Abbau zu Beginn des 19. Jahrhunderts völlig eingestellt werden musste und die Kuxinhaber sich um deren Verkauf bemühten. Am 2. April 1810 meldeten die Dresdner Nachrichten, dass der Gottholdstolln kürzlich so edel geworden sei, dass in einem Bergquartal zwischen 18.000 und 20.000 Taler Silber gewonnen wurde. Nach Aussage der Zeitung würden alle Kuxe Sachsen, insbesondere solchen aus Leipzig gehören. Allerdings befand sich der Bergbau zu diesem Zeitpunkt im Niedergang und der Antrag der Gewerken auf Zuschüsse wurde abgelehnt. Mit einer Grubenschuld von 13.000 Talern wurde der Betrieb eingestellt. Erst nach dem Ende der Befreiungskriege kaufte der Bergbauunternehmer Johann David Starck 1816 die Gruben. 1828 wurde der Betrieb eingestellt. Die Grubenschuld war auf 30.000 Taler angestiegen. Auch ein weiterer Abbauversuch Mitte des 19. Jahrhunderts unter Leitung des Johanngeorgenstädter Berggeschworenen William Tröger († 1875) brachte nicht den gewünschten Erfolg.
Unmittelbar vor 1906 erweckte der Gottholdstolln und das daraus fließende Wasser das Interesse bei der Suche nach radonhaltigen Quellen. Graf Ernst Emanuel Silva-Tarouca erwarb die Bergwerke um Zwittermühl und stellte ab Januar 1912 Bergleute ein. Ab 1923 erfolgte der Betrieb durch eine Aktiengesellschaft, doch kam der Bergbau bereits Mitte der 1920er-Jahre wieder vollständig zum Erliegen. In dieser Zeit wurde der Gottholdstolln neben den Funden von Wismut auch bekannt durch das sogenannte Speiseerz.
Im Sommer 1946 wurde der Gottholdstolln bei der Suche nach Uranvorkommen durch die sowjetische Besatzungsmacht vertreten durch die Jáchymovské doly (Joachimsthaler Bergwerke) wieder aufgewältigt und erhielt die neue Bezeichnung JD Nr. 2.  1947 wurden die Arbeiten ergebnislos eingestellt. Aus dieser Zeit stammt der letzte Zuwachs an Bergen auf der Halde, die sich in der Nähe des heute verschütteten Stollnmundloches befindet.